# Sîneavka, Kaniv
Sîneavka (în ucraineană Синявка) este un sat în comuna Kozarivka din raionul Kaniv, regiunea Cerkasî, Ucraina. În secolul al XIX-lea, satul făcea parte din volostul Stepanți , uezdul Kaniv. 

## Demografie
Componența lingvistică a localității Sîneavka
     Ucraineană (98,45%)
     Rusă (1,55%)
Conform recensământului din 2001, majoritatea populației localității Sîneavka era vorbitoare de ucraineană (98,45%), existând în minoritate și vorbitori de rusă (1,55%).